# Neurigona nigrimanus
Neurigona nigrimanus är en tvåvingeart som beskrevs av Van Duzee 1930. Neurigona nigrimanus ingår i släktet Neurigona och familjen styltflugor. Inga underarter finns listade i Catalogue of Life.